# Nậm Giải
Nậm Giải là một xã thuộc huyện Quế Phong, tỉnh Nghệ An, Việt Nam.
Xã Nậm Giải có diện tích 144,83 km², dân số năm 1999 là 1442 người, mật độ dân số đạt 10 người/km².